# 2010 GZ60
2010 GZ60 — астероид-кентавр на сильно вытянутой орбите во внешней части Солнечной системы, первоначально считавшийся Лабораторией реактивного движения (JPL) околоземным астероидом диаметром около 2 км. Напротив, Центр малых планет (MPC) относит объект к астероидам из внутренней области пояса астероидов. Впервые наблюдался с орбиты Земли телескопом WISE 5 апреля 2010 года и до сих пор обладает не очень точно определённой орбитой.

## Описание
2010 GZ60 наблюдался в течение 1,2 дня в рамках миссии NEOWISE телескопа NASA WISE 5–6 апреля 2010 года. С тех пор астероид не наблюдался. К середине ноября 2010 года неопределённость положения объекта составила ±1 млрд км. Вследствие плохой определённости орбиты астероид рассматривался как теоретически сталкивающийся с Землёй объект, поскольку сопоставимыми параметрами обладали многие сталкивающиеся с Землёй объекты. Тем не менее, в несколько предсказанных дат столкновений астероид 2010 GZ60 не столкнулся с Землёй.
В феврале 2018 года команда NEOWISE переобработала полученные наблюдательные данные и обнаружила дополнительное наблюдение объекта 5 апреля 2010 года, продлившее дугу наблюдения на три часа. В результате дополнительного наблюдения новая орбита оказалась более близкой к поясу астероидов и объект был удалён из таблицы Sentry Risk Table  23 февраля 2018 года.

### Размеры
Не только орбита  2010 GZ60 плохо известна, но размеры также известны с плохой точностью. Не существует наземных фотометрических наблюдений данного объекта. На основе данных о потоке излучения, полученных телескопом WISE, размер астероида оценён в 2 км, что следует считать, скорее, оценкой сверху.

### Определение орбиты до 2018 года
До февраля 2008 года 2010 GZ60 был запечатлён только на 14 изображениях, а сами наблюдения занимали дугу 11⁄4 дня в течение 5–6 апреля 2010 года. 5 апреля 2010 года по оценкам астероид находился на расстоянии 1,8 а. e. от Земли при неопределённости расстояния до астероида ±500 млн км. При перигелийном расстоянии 1,16 ± 3,5 а.е. существовала вероятность того, что астероид прилетит внутрь орбиты Юпитера, расположенной около 5 а.е. от Солнца. Однако, вследствие малого числа наблюдений, орбита известна с максимальным параметром неопределённости 9 и пометкой об орбите E, поэтому вычисленные параметры орбиты обладают большими ошибками.
По данным о тех же 14 наблюдениях вычисленная в 2017 году орбита показала 481 возможное тесное сближение с Землёй между 2017 и 2116 годами, по Палермской шкале суммарный показатель объекта равен -0,76, что являлось максимальным показателем для объектов из таблицы Sentry Risk Table с 2017 года до начала 2018 года. Высокий показатель является следствием оценки размеров объекта и сотен возможных сближений с Землёй, а не уверенности в правильном предсказании конкретного соударения. По состоянию на февраль 2018 года существует 144 околоземных объекта с диаметром по крайней мере 2 км.
2010 GZ60 миновал 4 возможных соударения, полученных по расчётам орбиты в 2017 году: 22 мая 2017 года, 1 декабря 2017 года, 20 декабря 2017 года и 8 января 2018 года. Следующее потенциальное тесное сближение астероида с Землёй могло произойти 17 декабря 2018 года, вероятность столкновения оценивалась как 1 шанс из 91 миллиона. Решение орбиты в системе JPL Horizons показало, что 17 декабря 2018 года астероид будет находиться на расстоянии 1,9 а.е. от Земли при неопределённости уровня 3σ, равной ±10 млрд км.
Среди потенциальных тесных сближений предсказанное 10 февраля 2027 года обладало наибольшей вероятностью столкновения по Палермской шкале при показателе −1,98, что являлось третей по величине вероятностью для объектов Sentry Risk Table в начале 2018 года. Но неопределённость геоцентрического расстояния для 10 февраля 2027 года составила ±17 млрд км. Вероятность такого столкновения 10 февраля 2027 года составила 1 шанс из 4,8 миллионов.
В 2017 году Центр Малых планет по данным о 11 из 14 наблюдений определил, что 2010 GZ60 является объектом, пересекающим орбиту Марса, с перигелием около 1,37 а.е.

### Определение орбиты по состоянию на 2018 год
В феврале 2018 года команда NEOWISE провела повторный анализ данных и обнаружила, что существует дополнительное наблюдение объекта 5 апреля 2010 года, что увеличило дугу наблюдения примерно на 3 часа. Новое наблюдение привело к смещению расчётного перигелия с 1,2 а.е. до 2,2 а.е. Используя данные по состоянию на 21 февраля 2018 года, в системе JPL Horizons показано, что на момент открытия 5 апреля 2010 года по оценкам астероид находился на расстоянии 2,2 а.е. от Земли с неопределённостью расстояния ±350 млн км и двигался относительно Земли со скоростью 13 ± 41 км/с. Было рассчитано, что прохождение перицентра состоялось приблизительно в сентябре 2010 года. Предполагалось, что прохождение афелия произошло в феврале 2016 года.
Орбиты, вычисленные на основе лишь нескольких наблюдений, могут быть ненадёжными. Короткие дуги наблюдений могут привести к потере данных при вычислении орбит на компьютере. Определение орбиты по данным JPL в 2018 году показало, что большая полуось орбиты равна 4,9 а.е. (но с неопределённостью до 20 а.е.), что соответствует расположению вблизи орбиты Юпитера. Такая орбита будет неустойчивой, если только объект не является троянским астероидом Юпитера. Троянцы Юпитера обладают параметрами: 4,6 а.е. < большая полуось < 5,5 а.е.; эксцентриситет < 0,3. Номинальная большая полуось 2010 GZ60 лишь немного выходит за пределы пояса астероидов. По мере поступления новых наблюдательных данных предполагается, что астероид будет отнесён к объектам пояса астероидов, поскольку это наиболее многочисленная группа открытых в Солнечной системе объектов, она насчитывает около 94% всех известных малых тел Солнечной системы. Внешние объекты главного пояса обладают большой полуосью орбиты менее 4,6 а.е. Наклонение орбиты измерить проще всего, и как JPL, так и MPC указывают величину наклонения около 16,4 градусов.
Орбита, указываемая Центром малых планет, использует 12 из 15 наблюдений и относит астероид к главному поясу.  Новое наблюдение, обнаруженное в 2018 году, привело к смещению перигелия с 1,37 а.е. до 1,98 а.е. Вычисленная орбита соответствовала прохождению перигелия вблизи февраля 2009 года. На момент открытия 5 апреля 2010 года определённая исследователями орбита дала оценку расстояния 2,3 а.е. от Земли и  2,6 а.е. от Солнца. По оценкам астероид должен был находиться на расстоянии 1,8 а.е. от Земли в противостоянии в окрестности 19 марта 2018 года при элонгации Солнца 167 градусов в созвездии Девы. В реальности, поскольку наблюдения длились всего 1 сутки за 8 лет до расчёта орбиты, то от рассчитанного положения объект может отклоняться на 90 градусов.